# Laura Táunâjik
Laura Táunâjik Uitsatikitseq (født Táunâjik; 29. april 1979 i Kuummiut) er en grønlandsk politiker. Hun var medlem af Grønlands parlament, Inatsisartut, for Siumut fra 2014 til 2020, og er også kommunalbestyrelsesmedlem i Sermersooq Kommune.
Laura Táunâjik gik i gymnasiet i Nuuk. Derefter uddannede hun sig til lærer på Grønlands Seminarium (Ilinniarfissuaq) fra 2004 til 2008. Hun var først ansat på skolen Tasersuup Atuarfia i Qaqortoq i et år og arbejdede derefter på skolen Tasiilami Alivarpik i Tasiilaq i et år. Hun vendte tilbage til Qaqortoq fra 2010 til 2014 og arbejdede derefter i Tasiilaq igen. Hun fik arbejde på skolen i Kuummiut i 2020.
Hun stillede første gang op til kommunalvalget i 2013, men formåede ikke at vinde et mandat i Kujalleq Kommune med kun 39 stemmer. Ved parlamentsvalget i 2014 fik hun 186 stemmer og kom dermed ind i Grønlands parlament, Inatsisartut. Ved kommunalvalget i 2017 vandt hun også en plads i kommunalbestyrelsen i Sermersooq Kommune med 221 stemmer. Hun stillede op igen ved parlamentsvalget i 2018 og vandt det niende af Siumuts de ni mandater med 176 stemmer. Den 9. september 2019 gik hun på barselsorlov fra kommunalbestyrelsen og parlamentet. I september 2020 trak hun sig fra parlamentet af hensyn til sin familie. Seks måneder senere stillede hun dog op til kommunalvalget i 2021 og blev genvalgt til kommunalbestyrelsen i Sermersooq Kommune.
I 2014 skrev hun bogen Paninnguannut asaqisannut: Lailamut ("Til min elskede lille datter: Til Laila") om sine oplevelser med et svært handicappet barn.